# Agnieszka Tomczak-Mełnicka
Agnieszka Magdalena Tomczak-Mełnicka (ur. 29 maja 1975 w Bydgoszczy) – wioślarka polska, olimpijka, obecnie uczy wychowania fizycznego w bydgoskim liceum.
Zawodniczka Regionalnego Towarzystwa Wioślarskiego Bydgostia Bydgoszcz, karierę sportową rozpoczynała w BKW Bydgoszcz.
Zdobyła w karierze sportowej: 
- 8. miejsce na Igrzyskach Olimpijskich w Sydney,
- złoty i brązowy medal akademickich mistrzostw świata,
- 2 złote i srebrny medal młodzieżowych mistrzostw świata do 23 lat,
- brązowe medal mistrzostw świata juniorów w jedynkach w latach 1992[1] i 1993[1].

Zdobyła na mistrzostwach Polski 61 medali, w tym: 49 złotych, 7 srebrnych i 5 brązowych.
Przez 15 lat zdobyła Drużynowe Mistrzostwo Polski w barwach LOTTO-Bydgostia.
Uczestniczka mistrzostw świata w:
- Indianapolis (1994) podczas których wystartowała w czwórce podwójnej (partnerkami były: Marta Milewska, Honorata Motylewska, Izabela Wiśniewska). Polska osada zajęła 8. miejsce[1],
- Tampere (1995) podczas których wystartowała w czwórce podwójnej (partnerkami były: Marta Milewska, Honorata Motylewska, Izabela Wiśniewska). Polska osada zajęła 8. miejsce[1],
- Aiguebelette (1997) podczas których wystartowała w czwórce podwójnej (partnerkami były: Aneta Bełka, Iwona Tybinkowska, Iwona Zygmunt). Polska osada zajęła 8. miejsce[1],
- Koloni (1998) podczas których wystartowała w jedynkach zajmując 7. miejsce[1].
- St. Catharines (1999) podczas których wystartowała w jedynkach zajmując 9. miejsce[1],
- Lucernie (2001) podczas których wystartowała w jedynkach zajmując 5. miejsce[1]